# Winston Graham
Winston Mawdsley Graham (ur. 30 czerwca 1908 w Victoria Park w Manchesterze, zm. 10 lipca 2003 w  Buxted w East Sussex) – brytyjski pisarz, autor powieści historycznych, m.in. cyklu Dziedzictwo rodu Poldarków. Członek Royal Society of Literature (1945) i oficer Orderu Imperium Brytyjskiego (OBE, 1983).

## Życiorys
W wieku 17 lat przeprowadził się z Manchesteru do Kornwalii. Pierwszą powieść, The House with the Stained Glass Windows, opublikował w 1934 roku. W 1945 roku ukazała się pierwsza książka z serii Dziedzictwo rodu Poldarków. Bohater, Ross Poldark, wraca po wojnie w Ameryce do Kornwalii, gdzie usiłuje ratować zadłużony majątek ojca. W sumie autor napisał 12 tomów tej sagi. W latach 70. XX wieku BBC nakręciła na jej podstawie serial. W 2015 roku powstała kolejna adaptacja powieści, serial Poldark (tytuł polski Poldark – Wichry losu), którego każdy z początkowych czterech odcinków obejrzało ponad 6 mln telewidzów. Inna znana ekranizacja powieści Winstona Grahama to film Marnie (1964) w reżyserii Alfreda Hitchcocka, nakręcony na podstawie powieści pod tym samym tytułem.
Powieść The Little Walls została w 1955 roku uhonorowana nagrodą Złoty Sztylet.

## Twórczość

### Dziedzictwo rodu Poldarków
- 1945 – Ross Poldark, wyd. polskie Ross Poldark (luty 2016)
- 1946 – Demelza, wyd. polskie Demelza (maj 2016)
- 1950 – Jeremy Poldark, wyd. polskie Jeremy Poldark (wrzesień 2016)
- 1953 – Warleggan, wyd. polskie Warleggan (listopad 2016)
- 1973 – The Black Moon, wyd. polskie Czarny księżyc (luty 2017)
- 1976 – The Four Swans, wyd. polskie Cztery łabędzie (maj 2017)
- 1977 – The Angry Tide, wyd. polskie Fala gniewu (wrzesień 2017)
- 1981 – The Stranger from the Sea, wyd. polskie Przybysz z morza (styczeń 2018)
- 1982 – The Miller's Dance, wyd. polskie Taniec młynarza (kwiecień 2018)
- 1984 – The Loving Cup, wyd. polskie Puchar miłości (sierpień 2018)
- 1990 – The Twisted Sword, wyd. polskie Pogięta szpada (listopad 2018)
- 2002 – Bella Poldark, wyd. polskie Bella Poldark (styczeń 2019)

### Pozostałe powieści
- 1934 – The House with Stained Glass Windows
- 1935 – Into the Fog
- 1935 – The Riddle of  John Rowe
- 1936 – Without Motive
- 1937 – The Dangerous Pawn
- 1938 – The Giant's Chair
- 1939 – Keys of Chance
- 1939 – Strangers Meeting
- 1940 – No Exit
- 1941 – Night Journey
- 1942 – My Turn Next Cameo
- 1944 – The Merciless Ladies
- 1945 – The Forgotten Story
- 1947 – Take My Life
- 1949 – Cordelia, wyd. polskie Cordelia (2020), przeł. Tomasz Wyżyński[8]
- 1950 – Night Without Stars
- 1953 – Fortune Is a Woman
- 1955 – The Little Walls (nagroda Złoty Sztylet)
- 1956 – The Sleeping Partner
- 1957 – Greek Fire
- 1959 – The Tumbled House
- 1961 – Marnie, wyd. polskie Marnie (2005), przeł. Anna Kiełczewska[9]
- 1963 – The Grove of Eagles
- 1965 – After the Act
- 1967 – The Walking Stick
- 1970 – Angel, Pearl and Little God
- 1986 – The Green Flash
- 1992 – Stephanie
- 1995 – Tremor
- 1998 – The Ugly Sister

### Zbiory opowiadań
- 1971 – The Japanese Girl
- 1982 – The Cornish Farm

### Literatura faktu
- 1972 – The Spanish Armadas
- 1983 – Poldark’s Cornwall
- 2003 – Memoirs of a Private Man (autobiografia)